# آرمینتو (وایومینگ)
آرمینتو (به انگلیسی: Arminto) یک منطقهٔ مسکونی در ایالات متحده آمریکا است که در شهرستان ناترونا، وایومینگ واقع شده است. آرمینتو ۵ نفر جمعیت دارد و ۱٬۸۴۴٫۹۸ متر بالاتر از سطح دریا واقع شده است.